# Itztépetl
Itztépetl (del náhuatl: itztepetl ‘el cerro de obsidiana’‘itztli, cuchillo, navaja, obsidiana; tepetl, cerro’) en la mitología mexica es el tercer estrato subterráneo del inframundo para llegar hasta el Mictlán, un lugar donde se encontraba un cerro cubierto de filosos pedernales que desgarraban a los cadáveres de los muertos cuando éstos tenían que escalarlo para cumplir su trayectoria.